# 霞石岩

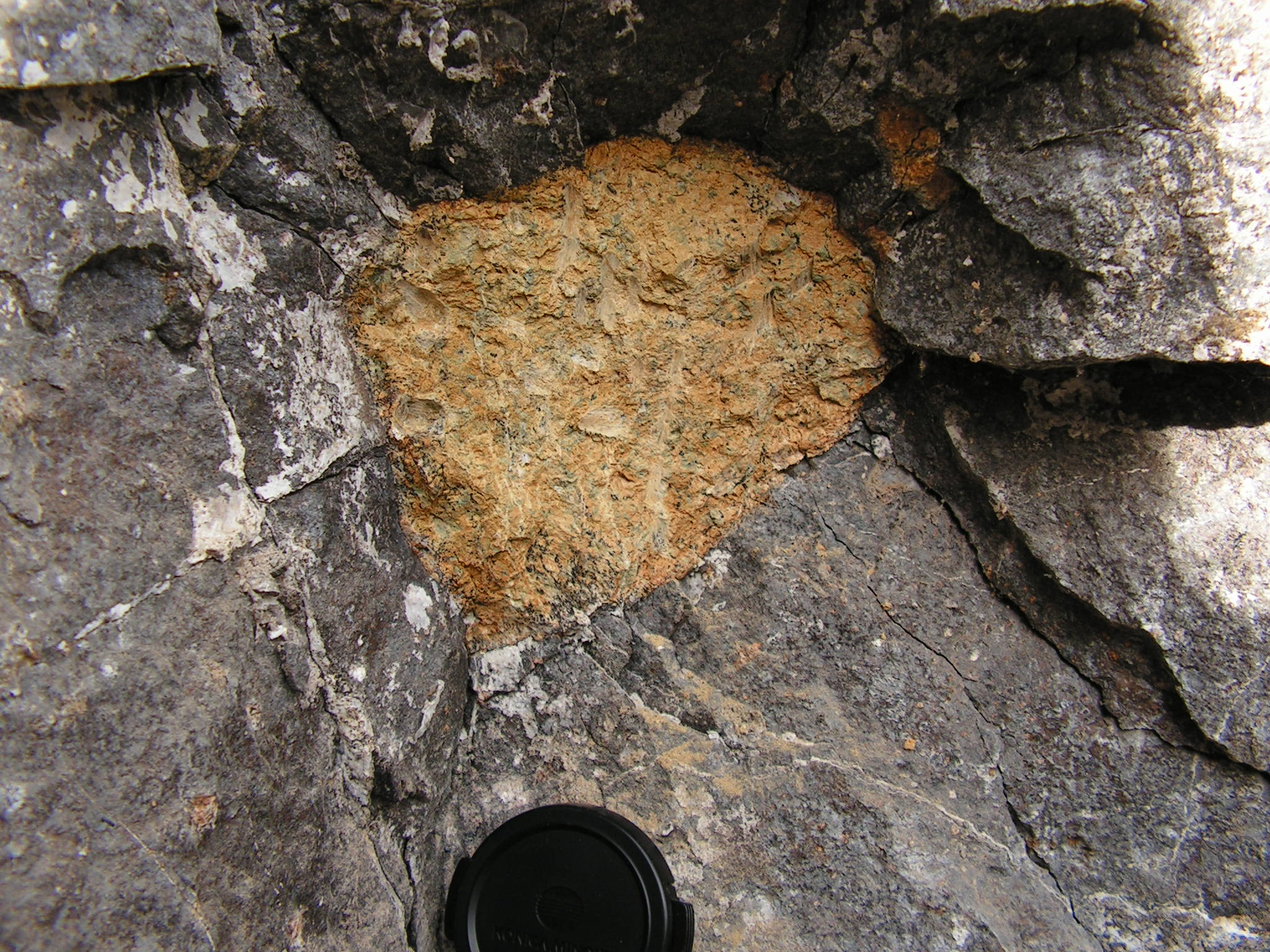
霞石熔岩（灰色），含有 橄欖岩（黃色）的 捕虜岩，標本地點：德國巴登-符騰堡

霞石岩（英語：Nephelinite）是一種細粒或隱晶質火成岩，全由霞石和單斜輝石（輝石變種）組成。 如果有橄欖石，則該岩石可歸類為橄欖石霞石岩。 霞石岩岩顏色深，類似於玄武岩。 但玄武岩主要由單斜輝石（輝石）和鈣質斜長石組成。
玄武岩、鹼性玄武岩、碧玄岩、碱玄岩質霞石岩和霞石岩之區別在斜長石和霞石的比例不同。 根據霞石/（霞石加斜長石）的比率，碧玄岩 的這個比率值在 0.1 和 0.6 之間，還含有超過 10% 的橄欖石。 碱玄岩質霞石岩的值介於 0.6 和 0.9 之間。 霞石岩的值大於 0.9。鹼性玄武岩含有少量霞石，並且在其 CIPW 礦物規範中，確實含有霞石。Le Maitre (2002) 對此分類有詳細介紹。
形成霞石岩的岩漿，其所含二氧化矽的量是不飽和的。 二氧化矽飽和度可以通過化學分析，計算出的標準礦物來評估。或者通過完全結晶的火成岩的實際礦物組合來評估。岩漿所含二氧化矽的量，分三種；過度飽和，飽和和不飽和。若岩漿含過度飽和量的 二氧化矽，其產生的岩石含有石英（或另一種二氧化矽多晶型物）。 若二氧化矽的含量是不飽和的，其鎂鐵質火成岩含有鎂橄欖石但不含鎂正輝石(orthopyeoxene)和/或長石。 含二氧化矽飽和量火成岩，則介於這兩類之間。
含不飽和二氧化矽的鎂鐵質火成岩（例如霞石岩）比飽和和過飽和的玄武岩少得多。 這通常歸于下列三種成因：
- 岩漿壓力相對較高；
- 地幔部分熔融程度相對較低；
- 岩漿的二氧化碳含量相對較高。

霞石岩和類似的岩石通常含有相對高濃度的輕稀土元素，這與在地幔中橄欖岩經過低熔化程度一致，其熔化深度是石榴石穩定的深度。 霞石岩也與火成碳酸鹽岩伴生，這即證明其岩漿含高量二氧化碳。

### 產狀
在瓦胡島等海洋島嶼上有霞石岩，但這種岩石類型在夏威夷群島非常少。霞石岩在各種大陸環境中也有分佈。 例如在日本西南部的濱田中新世晚期的霞石岩熔岩流。 坦桑尼亞 Ol Doinyo Lengai 火山的高鹼性火山活動也有關霞石岩。 尼拉貢戈火山是一座半永久性熔岩湖的非洲火山，其噴發的熔岩由黃長石(melilite)霞石岩岩構成。 這種火成岩可能具有一些特殊化學成分，而導致其熔岩不尋常的流動性。

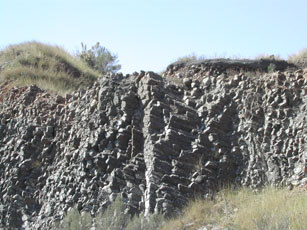
得克薩斯州烏瓦爾迪縣南陽台火山岩和侵入岩中的黃長石-橄欖石霞石岩的柱狀節理

橄欖石霞石岩融流也出現在不列顛哥倫比亞省中東部的 Wells Gray-Clearwater 火山區和育空地區中部的火山。 在得克薩斯州尤瓦爾迪附近地區也發現了白堊紀時期的黃長石(Melilite)橄欖石霞石岩的侵入體。